# Moni Maker
Moni Maker född 23 februari 1993, död 2 maj 2014, var en amerikansk varmblodig travhäst. Hon tränades av Jimmy Takter.
Moni Maker sprang under karriären in 5,6 miljoner amerikanska dollar. Bland hennes främsta meriter räknas segrarna i Hambletonian Oaks (1996), John Cashman Memorial (1997, 1998, 2000), Gran Premio delle Nazioni (1997, 1998), Copenhagen Cup (1998), Elitloppet (1998), Breeders' Crown Open Trot (1998), Gran Premio Costa Azzurra (1998, 2000), Prix de Bourgogne (1999), Prix d'Amérique (1999), Prix de France (1999), Gran Premio Palio Dei Comuni (1999) och Grand Critérium de Vitesse (2000).
Hon preparerades inför stora lopp genom att hon kördes på en träning som på en tävling, det vill säga riktigt hårt. Det var oftast Wally Hennessey som körde stoet vid hennes framfart på banorna. Hon döptes till Nursery Rhyme när hon föddes. Namnet ändrades senare till Moni Maker.
Moni Maker dog den 2 maj 2014 efter att komplikationer tillstött efter en operation för kolik.

## Meriter
- 1996
  - Hambletonian Oaks för treåriga ston.
- 1998
  - Seger i USA:s Breeders' Crown för treåriga och äldre hästar på km-tiden 1.10,0
  - Seger i Elitloppet på km-tiden 1.10,6 vilket var världsrekord för 1000-metersbanor. Hon tränades av den svenske travtränaren Jimmy Takter och kördes av Wally Hennessey.
- 1999
  - Seger i det franska Prix d'Amérique på Vincennesbanan på km-tiden 1.14,3.